# Henry Basnage
Henry Basnage (Sainte-Mère-Église, 16 ottobre 1615 – Rouen, 20 ottobre 1695) è stato un avvocato francese, figlio di Benjamin Basnage, fu illustre avvocato al Parlamento di Rouen e prosecutore del padre dell'azione anti-cattolica.
Pubblicò i Commentari ai costumi del paese e ducato di Normandia.
Suo figlio Henry (Rouen 1657 - L'Aia 1710) avvocato anch'egli, riparato in Olanda dopo la revoca dell'editto di Nantes, guidò la controversia contro Jurieu e curò una nuova edizione del Dizionario di Furetière.